# Азерска уметност
Азерска уметност се развила током древне историје Азербејџана и иранског Азербејџана. Азери су створили богату и карактеристичну културу, чији су главни део углавном уметнички предмети. Овај облик уметности укорењен jе у древну антику, представљен је широким спектром рукотворина, као што су израда накита, гравирање метала, обрада дрвета, камена и костију, израда тепиха, везење, ткање и плетење. Свака од ових врста азерске уметности, веома jе популарна. Много занимљивих чињеница које се односе на развој уметности и заната у Азербејџану пренели су бројни трговци, путници и дипломате који су посетили та места у различито време.

## Праисторијска уметност
Цртежи које приказују тотемске појмове древних људи, њихове верске обичаје и лов сачуване на стенама у Гобустану сведоче о уметности у епохи палеолита. Често су приказивани мушкарци и жене, риболов, слике људи који плешу на стенама, чамци са веслачима и разне дивље животиње.
Петроглиф на територији ордубадског рејона потиче из 4—1. века пре нове ере. На базалтним стенама пронађено је око 1500 уклесаних стенских цртежа јелена, коза, бикова, паса, змија, птица, фантастичних бића као и људи, кочија и разних симбола.

## Антика
Проналасци керамичких предмета припадали су кавкаској албанској култури, откривени током археолошких ископавања. Разнолики украсни и семантички мотиви типични су за керамичке предмете који се налазе у различитим областима Азербејџана, као што су Шахти.
Велики брод, пронађен у селу Шахти, један jе од најпознатијих керамичких предмета у Азербејџану. Према истраживањима, најзанимљивија је чаша од ритона са ликом јелена.

Темељи су откривени у различитим рејонима Азербејџана, углавном у Нахчивану и Габалину. Камени цртежи пронађени су у Казашком рејону и припадали су  веку 4—3. п. н. е. Пећински станови пронађени су у Зангеланском и Шемахинском рејону. 
- Ритон са главом јелена 2. век пре нове ере.
- Златна статуа из Ланкарана, 1. век пре нове ере.
- Брод 2. век пре нове ере.
- Златни скитиcки појас Мингечевира.
- Статуа кавкаског албанског краља Џаванширa пронађена у Нахчивану, 7. века нове ере.
- Кавкаска албанска бакарна плоча
- Брод

## Средњи век
Развој старих и изглед нових градова утицали су на развој караванских трговина и ширењу занатске производње. Многи су градови били познати по ткању тепиха, производњи уметничких керамичких тегли, златних и сребрних предмета.
Узорци гравура и скулптура били су широко распрострањени у ликовној уметности, у периоду кавкаске Албаније.
Камен из 5. до 6. века пронађен jе у Мингечевиру и био jе један од најпознатијих открића тог времена. Шоља пронађена у селу Бартим потиче из 2—4 века и чува се у историјском музеју у Москви. 
Заузимање Кавкаске Албаније од Арапа у 7. веку било је од великог значаја за даљи развој ликовне уметности. Муслиманско—иранске и арапске културе почеле су се ширити на територији модерног Азербејџана. Изградња џамија, маузолеја, двораца и других култних архитектонских споменика праћено је њиховим украшавањем разним узорцима и украсима, калиграфским елементима (епитафом), плочицама и барередима. Украси на маузолеју Момине Кхатун у Нахчивану, изграђени у епохи владавине Селџучк династије на обали реке Пирсат, споменици су тог времена. 
Локалне ликовне школе су отворене у рејонима као што су Бардински, Шемахински, Бејлагански рејон, Генџе, Нахчивану и Сабран. Архитектонске школе Нахчивана, Ширван—Апшеронски рејон и Табриз су најважније међу њима. Споменици и грађевине Нахчиван школе одликују се по керамичким детаљима, који су у почетку били једнобојни, али су потом постали вишебојни. Украсни мотиви обично су се састојали од цигле и црепа. Глатки камени зидови од пластике, који се ретко користе, припадају архитектонској школи Ширван—Апшеронски рејон.
Уметничка вредност Диванкхана из Ширваншах палате одређена је савршенством.
Камење са натписима и сликама људи и животиња (тигар, коњ, бик и птица) пронађени су у Ширвановом архитектонском споменику изграђеном у 13. веку у заливу Бакуа. Овај споменик припада кипарској уметности где су натписи и истакнуте слике били пресудан фактор у декоративном обликовању зграда. Културне традиције древне кавкаске Албаније сачуване су у рељефима камења.
Камење Баил, које је имало карактеристике Фриза, састојало се од декоративних елемената у великим архитектонским споменицима који се у то време налазе на земљи.
Керамички предмети пронађени током археолошких ископавања у Сабрану и Баилагану, такође, сведоче о високом нивоу ликовне уметности у средњем веку.

## 15. век

### Азербејџански тепих
Азербејџански тепих jе производ Азербејџана, древног центра ткања тепиха. Азербејџан је од давнина познат као центар великог броја различитих заната. Археолошка ископавања на територији Азербејџана сведоче о добро развијеној пољопривреди, сточарству, обради метала и керамике и ткања тепиха који потичу још из 2. миленијума пре нове ере. Појачан је развој ткања тепиха за време владавине Исмаила I.
Теписи из Азербејџана могу се груписати у неколико великих група и много подгрупа. Право научно истраживање о азербејџанском тепиху повезано је са Латифом Каримовом, научником и уметником. Његова класификација је повезала четири велике групе тепиха са четири географске зоне Азербејџана, тј. Губа—Ширван, Гања—Казахстан, Карабах и Табриз.

Тепих Карабаха један је од пет главних регионалних група тепиха произведених у Азербејџану, названом по Карабашком рејону, који се састоји од садашње регије Нагорно—Карабах и суседних низијских територија. Теписи Карабаха имају 33 делова. Специфични су по својим живим и радосним бојама. Подељени су у четири групе. 
- Тепих у музеју тепиха у Азербејџану
- Народни музеј уметности Азербејџана
- Музеј Викторије и Алберта
- Музеј тепиха у Азербејџану
- Музеј тепиха у Азербејџану
- Музеј тепиха у Азербејџану

## 17. до 18. век

### Школа минијатурног цртања
Персијско минијатурно цртање развијало се на територији Азербејџана у средњем веку. Рукописи са минијатурним сликама људи, животиња и пејзажа у њима били су популарни у то време. Хероји поезије били су Фирдуси, Незами Ганџави, Саади, Мухамед Шемсудин Хафиз, Џами, Амир Хосров Дехлеви и други, имали су важну улогу у минијатурном цртању. Средином 15. века развијен је нови стил минијатуре „туркменистански стил“ на територијама држава Кара Којунлу и Ак Којунлу. Овакве минијатуре направљене су у Табризу и другим градовима који се налазе на територији модерног Азербејџана. Трагови овог, сада, древног стила стварају уметници у радионицама Рашид ал-Дин Хамаданиа на почетку 14. века. Илустрације за „Антологију источне поезије“ или „Антологија Шамахија“ из 1468. године сачуване cу у Британском музеју у Лондону.
Ратови између Турске и Ирана, као и феудалне свађе међу канатима, неповољно су утицали на развој ликовне уметности у 17. и 18. веку. У том периоду направљена је палата Шакијских канова, 1797. На звоницима палате били су насликани људи и животиње, као и сцене лова.

У 18. веку зидне слике су се углавном састојале од биљних мотива, које се појављују у кућама богатих грађана. Народна уметност створила је украсе за пушке и тегле. 
- Метрополитенски музеј уметности 1525.
- Успон Мухамеда на небо, Британска библиотека, 1539—1543
- Британски музеј, 1564—1579.
- Јосиф излази из бунара, 1492.
- Принц који се одмара, 1530.

## 19. до почетка 20. века

### Декоративна уметност
Од 19. до почетка 20. века неколико припадника декоративне уметности нису били славни и уметнички образовни. Мир Мохсун Наваб, који такође није имао уметничко образовање, прославио се и као песник, музички теоретичар и калиграфиста, био је међу најпознатијим уметницима тога доба. Украси које је створио важни су за уметност. Украсне зидне слике, слике цвећа и птица, илустрације рукописа карактеристични су за његово стваралаштво.
Такође треба приметити пејзаже, слике цвећа и узорке декоративно—примењене уметности које је урадио песник Натаван. Своје песме украсио је и лирским мотивима.
Уметници попут Авазалија Мугханлија, Мирзе Алигулује (Шахнаме, 1850), Најафгулу Шамахилија и други били су познати међу азербејџанским минијатурним сликарима.

### Постоље за цртање
Нова прогресивна ликовна уметност Азербејџана развила се крајем 19. века. азербејџанска ликовна уметност почела је у овом периоду, али су дела тог периода, попут портрета у Јеревану, „још увек била чврсто повезана са традицијама источне минијатуре средњих година".
Сликар Мирза Гадим Иравани, који такође није стекао професионално уметничко образовање углавном је био познат као портретиста. „Плесач“, „Дервиш“, „Стронгмен“ и „Кавалир“ су његова најпопуларнија дела. Његови радови се чувају у Народном музеју уметности Азербејџана. Иревани, чија су дела била повезана са традицијама источне минијатуре средњег века, поставили су темеље реалистичког сликарства у Азербејџану.
Слике у Сардаровој палати у Иревану, као и портрети, међу којима је „Непознат ратник", су једна од познатих дела Мирзе Гадима Ираванија. Палата је срушена 1914. године и избрисана су четири портрета на зидовима палате, а такође и слике на зидовима кућа у Шуши.
Такође је познат и Тамерланов портрет Мирзе Гадима Ираванија, осликан акварелом 1902. године и сачуван jе у Народном музеју уметности Азербејџана у Бакуу.
Жанрови сатире појавили су се издавањем часописа почетком 20. века и развојем издавања књига. Азим Азимзаде је оснивач сатире Азербејџана. Такође су познате његове карикатуре које исмејавају социјалну неједнакост, незнање, фанатизам. Његова серија слика под називом „Сто врсте" посвећена jе слободи жена, атеизму и политичким мотивима.
Бахруз Кангарли је први азербејџански уметник који је стекао непотпуно професионално образовање (1926), као један од оснивача реалистичке уметности Азербејџана, створио jе пејзаже попут „Пре зоре“ и „Пролеће“. Такође је створио портрете несрећних људи у серијама „Избеглице“ и композицијама из свакодневног живота. Његова серија која се састоји од двадесет пејзажа чувана је у Народном музеју уметности Азербејџана.
- Дрво живота, слика на стаклу, Народни музеј уметности Азербејџана
- Непознати азербејџански уметник — портрет Дарвиша Нуралија Cаха
- Пејзаж са планинама. Почетком 20. века.
- Портрет шеика. Почетком 20. века.
- Азим Азимзаде, 1914.

## 20. век

### Азербејџанска Демократска Република
Музеј независности Азербејџана, где су створени државни грб и застава, основан је у Бакуу 1919, након успостављања Азербејџанске Демократске Републике. У музеју су одржани састанци посвећени очувању историјских споменика.

### Совјетски Азербејџан
Нова врста уметности формирала се након успостављања совјетског режима у Азербејџану, 1920. године. Прва уметничка школа, у којој су створени нови жанрови ликовне уметности, отворена је 1920. године у Бакуу.
Урађене су илустрације књига азербејџанских и страних писаца. Прављени су и плакати актуелних тема тог времена.
Године 1928. одржана је прва уметничка изложба азербејџанског савеза младих уметника. Она је 1930-их револуционарно утицала на ликовну уметност, која је постигла велики успех.
Године 1932. основан је Комитет азербејџанских уметника. У том периоду су била позната дела попут „Берба грожђа“ и „Портрет Азима Азимзадеа“. Први конгрес азербејџанских уметника одржан је 1940. године.
Током Другог светског рата прављени су политички плакати и сатиричне карикатуре. 
Фаза зрелости у азербејџанској ликовној уметности започела је средином 1950-их. Микаел Абдулаев, Тахир Салахов, Видади Нариманбеков, Сатар Бахлулзаде, Тогрул Нариманбеков, Геисар Касхиева и други били су познати уметници совјетског Азербејџана, у другој половини 20. века. Тахир Салахов заслужан је за социјалистички реализам.
Марал Рахманзаде је прва уметница из Азербејџана која је професионалним уметничким образовањем постигла велики успех у сфери сликања и илустрација књига.

## 21. век

### Независни Азербејџан
Као што је написао Теимур Даими 2001. године за каталог међународне изложбе, који је објавио на енглеском и француском језику у Стразбуру 2012. године, почетак 21. века може се сматрати периодом стабилизације и ревитализације.
Придруживши се Савету Европе, ствара cе азербејџанска државна уметничка академија, спроводећи велике догађаје, нове уметничке групе под називом „Крила времена".
Међународни фестивал уметности организује се од 2010. године са циљем глобалне промоције Девојачке куле у Старом граду Бакуа, која је 2000. године уврштена на Унескову листу светске баштине и која се сматра симболом Бакуа. У 2012. години, Азербејџан је организовао 012 Баку Фестивал, први фестивал модерне уметности у земљи.
Од 2000-их, уметничка фотографија постала је популарна у Азербејџану, на изложбама у Лондону и Њујорку.
У 2010. години уметност азербејџанског ткања тепиха додата је на листу нематеријалног културног наслеђа. Због његовог друштвено-економског значаја, азербејџанска народна примењена уметност, посебно ткање тепиха, привукла је пажњу владе да очувају, проучавају, промовишу и развијају традицију ткања тепиха азербејџанских народа. Закон о заштити и развоју тепиха у Азербејџану усвојен је у децембру 2004. године. Дан ткања тепиха почео се обележавати 5. маја, нова зграда Музеја тепиха из Азербејџана која је у облику ваљаног тепиха дизајнирао jе аустријски архитекта Франз Јанз, изграђена је између 2007. и 2014. Илхам Алијев jе у петак, фебруара 2018. године, одобрио Државни програм заштите и развоја тепиха у Републици Азербејџан 2018—2022.

## Музеји Азербејџана и западне уметности
- Народни музеј историје Азербејџана
- Музеј тепиха у Азербејџану
- Музеј кућа Азим Азимзаде
- Музеј кућа Бахруза Кангарлија
- Музеј минијатурних књига Баку
- Музеј модерне уметности у Бакуу
- Национални парк Гобустан
- Народни музеј уметности Азербејџана
- Музеј на Отвореном Нахчиван